# Tarcenay
Tarcenay – miejscowość i dawna gmina we Francji, w regionie Burgundia-Franche-Comté, w departamencie Doubs. W 2013 roku populacja ówczesnej gminy wynosiła 1015 mieszkańców. 
W dniu 1 stycznia 2019 roku z połączenia dwóch ówczesnych gmin – Foucherans oraz Tarcenay – powstała nowa gmina Tarcenay-Foucherans. Siedzibą gminy została miejscowość Tarcenay. 